# Markus Lehmann (Pokerspieler)
Markus Lehmann (* 25. Juni 1961) ist ein deutsch-österreichischer Unternehmer und Pokerspieler. Er gewann 2007 das Main Event der World Poker Tour.

## Persönliches
Lehmann wurde als Sohn eines Italieners in Deutschland geboren. Vor seiner Pokerkarriere war er als erfolgreicher Geschäftsmann einer der Top-Vertreter beim Einzelhandelsunternehmen Herbalife. Lehmann lebt in Liechtenstein.

## Pokerkarriere
Lehmann kam über Schach und Backgammon zum Poker. Nachdem er von 1979 bis 1986 nur die Varianten Five Card Stud und Draw gespielt hatte, kam er Ende der 1990er-Jahre zum No Limit Hold’em.
Seine erste Geldplatzierung bei einem Live-Turnier erzielte Lehmann Ende Februar 2005 bei den Bregenz Open. Im Juli 2005 war er erstmals bei der World Series of Poker (WSOP) im Rio All-Suite Hotel and Casino am Las Vegas Strip erfolgreich und kam bei einem Turnier in No Limit Hold’em in die Geldränge. Mitte Oktober 2007 gewann Lehmann als erster Deutscher das Main Event der World Poker Tour in Barcelona. Dafür setzte er sich gegen 225 andere Spieler durch und erhielt eine Siegprämie von 562.000 Euro. Anfang März 2008 siegte er beim Main Event der Bregenz Open mit einem Hauptpreis von knapp 100.000 Euro. Beim WSOP-Main-Event belegte Lehmann im Juli 2011 den 484. Platz von 6865 Spielern. Seine bis dato letzte Live-Geldplatzierung erzielte er Anfang August 2011 beim Main Event der European Poker Tour in Tallinn.
Insgesamt hat sich Lehmann mit Poker bei Live-Turnieren knapp 1,5 Millionen US-Dollar erspielt. Er wurde vom Onlinepokerraum Full Tilt Poker gesponsert.